# Estació de Soneixa
Soneixa és una estació de la línia C-5 de la xarxa de Rodalies Renfe de València situada al sud del nucli urbà de Soneixa a la comarca de l'Alt Palància del País Valencià. L'estació forma part de la línia Saragossa-València.

## Situació ferroviària
Està situada al pk 244,6 de la línia 610 de la xarxa ferroviària espanyola que uneix Saragossa amb Sagunt per Terol, a 286,20 metres d'altitud. El quilometratge es correspon amb l'històric traçat entre Calataiud i València prenent la primera com a punt de partida. El tram és de via única i està sense electrificar.
| Procedència/Destinació     | <                | Línia | >             | Procedència/Destinació |
| -------------------------- | ---------------- | ----- | ------------- | ---------------------- |
| Rodalies València de Renfe |                  |       |               |                        |
| València-Nord Sagunt       | Algímia d'Alfara | C-5   | Sogorb-Ciutat | Caudiel                |

## Història
L'estació va ser posada en funcionament el 15 de maig de 1898 amb l'obertura del tram Sogorb-Sagunt de la línia que pretenia unir Calataiud amb València. Les obres van anar a càrrec de la Companyia del Ferrocarril Central d'Aragó. En 1941, amb la nacionalització de la totalitat de la xarxa ferroviària l'estació va passar a ser gestionada per RENFE. Des del 31 desembre 2004 Adif és la titular de les instal·lacions.

## Serveis ferroviaris

### Rodalies
Forma part de la línia C-5 de Rodalies València. La freqüència mitjana és de cinc trens diaris.